# مظفر الدين شاه
السُلطَانُ الأَعظَمُ وَالخَاقَانُ الأَفخَمُ شَاهِنشَاهُ مَمْالِكِ إيرانَ المَحرُوسَةِ مُظَفَّرُ الدِّينِ شَاه القَاجَارِيّ (بالفارسية: السلطان الاعظم والخاقان الافخم
شاهنشاه ممالک محروسهٔ ایران مظفرالدین‌شاه قاجار) (12 جُمادى الآخرة 1269هـ - 1324هـ المُوافق فيه 23 آذار (مارس) 1853م - 3 كانون الثاني (يناير) 1907م) الشهير اختصارًا بِـ«مظفر الدين شاه» هو الشاه الخامس للدولة القاجاريَّة وقد حكم البلاد لأحد عشر عامًا، وقد شهد عهده تأسيس المشروطة في الدولة القاجارية، وبهذا يكون أول من أقام الملكيَّة الدستوريَّة في تاريخ إيران.
خلف ناصر الدين شاه في الحكم وحكم في فترة 1313 - 1324 هـ الموافق 1896 - 1906 م. خلفه محمد علي شاه في الحكم.

## عائلته
محمد علي شاه
أشرف‌ الملوک (فخرالدولة)
احترام السلطنة
نور السلطنة
ملک منصور میرزا شعاع‌ السلطنة
سالار الدولة
أبو الفضل ميرزا عضد السلطان
حسین قلي میرزا نصرت السلطنة
ناصرالدین ناصري

## روابط خارجية
- مظفر الدين شاه على موقع الموسوعة البريطانية (الإنجليزية)